# Gabriel Cevallos García
Gabriel Cevallos García (Cuenca, 6 de enero de 1913-Tampa, 16 de marzo de 2004) fue un escritor, historiador, profesor y filósofo ecuatoriano.

## Biografía
Gabriel Cevallos García fue un destacado intelectual ecuatoriano, cuyo legado abarca múltiples campos del conocimiento. Su impacto en la cultura de Ecuador es innegable, destacándose como escritor, historiador, profesor y filósofo. Su vínculo con la Universidad de Cuenca fue fundamental en su carrera. No solo ejerció como rector entre 1964 y 1968, sino que también fundó y fue docente de la Facultad de Filosofía y Letras.  Su influencia académica trascendió las fronteras ecuatorianas. En 1969, se desempeñó como profesor en la Universidad de Puerto Rico en Mayagüez. Su experiencia en el extranjero enriqueció su perspectiva y su contribución al mundo académico.
A lo largo de su vida, Cevallos García publicó numerosas obras que abarcan temas históricos, filosóficos y literarios. Entre sus trabajos más destacados se encuentran "Reflexiones sobre la historia del Ecuador" y "Teoría del descubrimiento de América". Su contribución a la cultura ecuatoriana fue reconocida con el Premio Nacional Eugenio Espejo en 1988. Además, fue miembro de la Academia Ecuatoriana de la Lengua y la Academia Nacional de Historia, lo que subraya su prestigio en el ámbito académico y cultural del país. Gabriel Cevallos García falleció a los 91 años en Tampa, Florida. Su muerte marcó el fin de una vida dedicada al conocimiento y la cultura, dejando un vacío en el panorama intelectual ecuatoriano. Fue un gran defensor del mestizaje y se recuerda su frase que afirmaba: "El Ecuador no es un país de blancos, no es un país de montuvios, no es un país de indios, no es un país de cholos; es un país de ecuatorianos, simplemente".

## Obras
- 1942: Entonces fue a Ecuador. Cuenca. Talleres de la Editorial “Austral”.
- 1944: Teoría del Hombre del Pueblo. (Publicaciones de la Universidad de Cuenca).
- 1947: Apuntes de Filosofía del Derecho. Cuenca; Publicaciones de la Universidad de Cuenca.
- 1947: Caminos de España. Cuenca.
- 1950: Del arte actual y de su existencia. Cuenca, Casa de la Cultura Ecuatoriana.
- 1957: Reflexiones sobre la Historia del Ecuador. Cuenca; talleres de la Universidad. 606 pp.
- 1960: Visión Teórica del Ecuador. Editorial Cajica. 627 pp.
- 1962: De aquí y de allá. Cuenca; Editorial Casa de la Cultura Ecuatoriana, Núcleo del Azuay.
- 1962: “Salí tras Ti, clamando, clamando, y eras ido…” (Biografía de Francisco Febres Cordero). Cuenca, Casa de la Cultura Ecuatoriana, Núcleo del Azuay.
- 1975: América, teoría de su descubrimiento. Casa de la Cultura Ecuatoriana, Núcleo del Azuay, 1975 - 228 pp.
- 1978: Por un García Moreno de cuerpo entero. Editorial Don Bosco del Ecuador : distribución, Librerías L.N.S., 1978 - 330 páginas

- 1987: Temas históricos ecuatorianos, Volumen 1. Banco Central del Ecuador, Centro de Investigación y Cultura, 1987
- 2006: Arte, historia y filosofía. UNAP, 201 pp.

## Epónimos
Una especie de anfibio en Ecuador fue nombrado en su honor: Hyloxallus Cevallosi, es una especie de anfibio anuro de la familia Dendrobatidae.